# Dasychira grisefacta
The Pine Tussock hoặc Grizzled Tussock (Dasychira grisefacta) là một loài bướm đêm thuộc họ Erebidae. Nó được tìm thấy ở Alberta, từ British Columbia tới Arizona và Oregon, ở New Mexico, Montana, South Dakota và North Dakota.
Sải cánh dài khoảng 42 mm đối với con đực, the đối với con cái are wingless.
Ấu trùng ăn Pseudotsuga menziesii, Tsuga heterophylla, Picea engelmannii, Picea glauca, Pinus ponderosa và Pinus edulis.

## Phụ loài
There are two recognised subspecies:
- Dasychira grisefacta grisefacta (Dyar, 1911)
- Dasychira grisefacta ella (Bryk, 1934)